# ПроТур UCI 2009
5-й сезон ПроТура UCI — велошоссейного сезонного турнира 2009 года.

## Участники

### UCI ProTeams
| Код | Официальное название команды                         | Страна лицензии | Велосипед        | Групп-сет | Колёса |
| --- | ---------------------------------------------------- | --------------- | ---------------- | --------- | ------ |
| ALM | Ag2r–La Mondiale                                     | Франция         | BH               |           |        |
| AST | Astana                                               | Казахстан       | Trek             |           |        |
| BTL | Bbox Bouygues Telecom                                | Франция         | Time             |           |        |
| COF | Cofidis, le Crédit en Ligne                          | Франция         | Look             |           |        |
| EUS | Euskaltel-Euskadi                                    | Испания         | Orbea            |           |        |
| FDJ | Française des Jeux                                   | Франция         | Lapierre         |           |        |
| FUJ | Fuji-Servetto                                        | Испания         | Scott            |           |        |
| GCE | Caisse d'Epargne                                     | Испания         | Pinarello        |           |        |
| GRM | Garmin-Slipstream                                    | США             | Felt             |           |        |
| KAT | Team Katusha                                         | Россия          | Ridley           |           |        |
| LAM | Lampre-NGC                                           | Италия          | Wilier Triestina |           |        |
| LIQ | Liquigas                                             | Италия          | Cannondale       |           |        |
| MRM | Team Milram                                          | Германия        | Focus            |           |        |
| QST | Quick Step                                           | Бельгия         | Specialized      |           |        |
| RAB | Rabobank                                             | Нидерланды      | Giant            |           |        |
| SAX | Saxo Bank                                            | Дания           | Specialized      |           |        |
| SIL | Silence-Lotto                                        | Бельгия         | Canyon           |           |        |
| THR | Team Columbia-High Road Team Columbia-HTC (с 1 июля) | США             | Scott            |           |        |

## Регламент
Результаты всех гонок шли в зачёт Мирового календаря UCI 2009.

## Календарь
| №    | Дата                    | Гонка                   | Победитель            | Индивидуальный зачёт                           | Командный зачёт                                | Национальный зачёт                             |
| ---- | ----------------------- | ----------------------- | --------------------- | ---------------------------------------------- | ---------------------------------------------- | ---------------------------------------------- |
| 1    | 20-25 января            | Тур Даун Андер          | Аллан Дэвис           | не определялись см. Мировой календарь UCI 2009 | не определялись см. Мировой календарь UCI 2009 | не определялись см. Мировой календарь UCI 2009 |
| 2    | 5 апреля                | Тур Фландрии            | Стейн Деволдер        | не определялись см. Мировой календарь UCI 2009 | не определялись см. Мировой календарь UCI 2009 | не определялись см. Мировой календарь UCI 2009 |
| 4    | 8 апреля                | Гент — Вевельгем        | Эдвальд Боассон Хаген | не определялись см. Мировой календарь UCI 2009 | не определялись см. Мировой календарь UCI 2009 | не определялись см. Мировой календарь UCI 2009 |
| 3    | 6-11 апреля             | Тур Страны Басков       | Альберто Контадор     | не определялись см. Мировой календарь UCI 2009 | не определялись см. Мировой календарь UCI 2009 | не определялись см. Мировой календарь UCI 2009 |
| 5    | 19 апреля               | Амстел Голд Рейс        | Сергей Иванов         | не определялись см. Мировой календарь UCI 2009 | не определялись см. Мировой календарь UCI 2009 | не определялись см. Мировой календарь UCI 2009 |
| 6    | 28 апреля - 5 мая       | Тур Романдии            | Роман Кройцигер       | не определялись см. Мировой календарь UCI 2009 | не определялись см. Мировой календарь UCI 2009 | не определялись см. Мировой календарь UCI 2009 |
| 7    | 18-24 мая               | Вуэльта Каталонии       | Алехандро Вальверде   | не определялись см. Мировой календарь UCI 2009 | не определялись см. Мировой календарь UCI 2009 | не определялись см. Мировой календарь UCI 2009 |
| 8    | 7-14 июня               | Критериум Дофине Либере | Алехандро Вальверде   | не определялись см. Мировой календарь UCI 2009 | не определялись см. Мировой календарь UCI 2009 | не определялись см. Мировой календарь UCI 2009 |
| 9    | 13-21 июня              | Тур Швейцарии           | Фабиан Канчеллара     | не определялись см. Мировой календарь UCI 2009 | не определялись см. Мировой календарь UCI 2009 | не определялись см. Мировой календарь UCI 2009 |
| 10   | 1 августа               | Классика Сан-Себастьяна | Роман Кройцигер       | не определялись см. Мировой календарь UCI 2009 | не определялись см. Мировой календарь UCI 2009 | не определялись см. Мировой календарь UCI 2009 |
| 11   | 2-8 августа             | Тур Польши              | Алессандро Баллан     | не определялись см. Мировой календарь UCI 2009 | не определялись см. Мировой календарь UCI 2009 | не определялись см. Мировой календарь UCI 2009 |
| 12   | 16 августа              | Ваттенфаль Классик      | Тайлер Фаррар         | не определялись см. Мировой календарь UCI 2009 | не определялись см. Мировой календарь UCI 2009 | не определялись см. Мировой календарь UCI 2009 |
| 14   | 23 августа              | Гран-при Плуэ           | Саймон Герранс        | не определялись см. Мировой календарь UCI 2009 | не определялись см. Мировой календарь UCI 2009 | не определялись см. Мировой календарь UCI 2009 |
| 13   | 18-25 августа           | Энеко Тур               | Эдвальд Боассон Хаген | не определялись см. Мировой календарь UCI 2009 | не определялись см. Мировой календарь UCI 2009 | не определялись см. Мировой календарь UCI 2009 |
| 13,1 | 29 августа - 6 сентября | Тур Германии            | отменена              | не определялись см. Мировой календарь UCI 2009 | не определялись см. Мировой календарь UCI 2009 | не определялись см. Мировой календарь UCI 2009 |
| 13,2 | 14-20 сентября          | Гран-при Сочи           | отменена              | не определялись см. Мировой календарь UCI 2009 | не определялись см. Мировой календарь UCI 2009 | не определялись см. Мировой календарь UCI 2009 |

## Итоговый рейтинг
Итоговые рейтинги не определялись.